# Elena Alonso Frayle
Elena Alonso Frayle (Bilbao, 1965) es una escritora española. Cultiva el cuento, la novela y la literatura juvenil, géneros en los que ha obtenido importantes premios de carácter internacional. Su obra ha sido publicada en España, México, Argentina y Ecuador, y ha sido traducida al portugués y al mongol.
Licenciada en Derecho y Economía por la Universidad de Deusto, amplió sus estudios de posgrado en Francia, en el Centro Europeo Universitario de Nancy y estudió Japonología en la Universidad Libre de Berlín. Tras su matrimonio con un diplomático alemán, ha residido en numerosos países de varios continentes. Se aficionó a la escritura durante su residencia en Argentina, cuando asistió a un taller literario en Buenos Aires. Actualmente vive en Uruguay.

## Premios
- 2009: Premio Gabriel Sijé por la novela El legado de la misión Iwakura.

- 2011: Certamen Internacional de Literatura Sor Juana Inés de la Cruz, premio en la categoría de cuento por el libro Llegados a este punto.[1]
- 2012: Premio de Cuento "Ignacio Aldecoa" por el cuento Agua para las flores.
- 2013: Premio Internacional de Narrativa Editorial Siglo XXI-UNAM-COLSIN por la novela El silencio de los siglos.
- 2014: Premio Alandar de Narrativa Juvenil por la novela La edad de la anestesia.
- 2015: Concurso Literario de La Felguera por el cuento La buena hija.
- 2015: Premio Ala Delta de Narrativa Infantil por la novela Los niños cantores.
- 2016: Certamen Internacional de Literatura Sor Juana Inés de la Cruz, premio en la categoría de cuento por el libro La hora de los vencejos
- 2019: Premio Setenil por el libro La mala entraña.[2]

## Obras publicadas
Sus principales obras publicadas son: 
- Alonso Frayle, Elena (2012). Llegados a este punto. México: Secretaría de Educación del Estado de México. ISBN 978-607-495-174-5.
- Alonso Frayle, Elena (2013). El silencio de los siglos. México: Siglo XXI Editores. ISBN 9786070304941.
- Alonso Frayle, Elena (2013). Agua para las flores. México: Diputación Foral de Álava. ISBN 9788478218028.
- Alonso Frayle, Elena (2017). La hora de los vencejos. México: Fondo Editorial Estado de México. ISBN 9786074955675.
- Alonso Frayle, Elena (2019). La mala entraña. España: Baile del sol. ISBN 9788417263478.

| Predecesor: José Ovejero | Premio Setenil 2019 | Sucesor: Cristina Sánchez-Andrade |